# وي وي
وي وي (بالصينية: 韦唯) هي مغنية وممثلة صينية، ولدت في 21 أغسطس 1963 بهوهوت في الصين.

## وصلات خارجية
- وي وي على موقع ميوزك برينز (الإنجليزية)
- وي وي على موقع ميوزك برينز (الإنجليزية)
- وي وي على موقع ديسكوغز (الإنجليزية)
- وي وي على موقع ديسكوغز (الإنجليزية)